# Akebono (satélite)
EXOS D (Exospheric Satellite D), também denominado de Akebono, foi um satélite artificial japonês lançado em 21 de fevereiro de 1989 por meio de foguete M-3S-2 a partir do Centro Espacial de Kagoshima.

## Características
A missão do EXOS D foi estudar as regiões de aceleração acima das zonas aurorais para melhorar a compreensão do mecanismo de aceleração e sua relação com as sub-tormentas. O satélite era estabilizado por rotação, a 7,5 rpm. O controle de atitude era conduzido magneticamente, com o eixo da nave apontando para o Sol. O computador de bordo permitia automatizar a sequência de recolha de dados para uma semana inteira. Ele tinha a forma de um cilindro octogonal com medidas de 100 cm de altura e 126 cm de largura entre faces, com um par de antenas de 30 m de comprimento e dois mastros de 5 e 3 m. O centro de controle e recepção de telemetria do satélite estava em Kagoshima, com estações secundárias em Syowa (Antártida) e Prince Albert (Canadá).

## Instrumentos
O EXOS D levava a bordo os seguintes instrumentos:
- Detectores de campo elétrico (EFD).
- Detector de campo magnético (MGF).
- Detectores de ondas de frequência muito baixa (VLF).
- Detectores de ondas de plasma estimuladas e plasma de alta frequência (PWS).
- Detectores de partículas de baixa energia (LEP).
- Espectrômetro de masas de íons supratermais.
- Medidor de distribuição de velocidades de elétrons termais (TED).
- Televisão para as auroras em luz visível e em ultravioleta (ATV).